# Pioniersschop

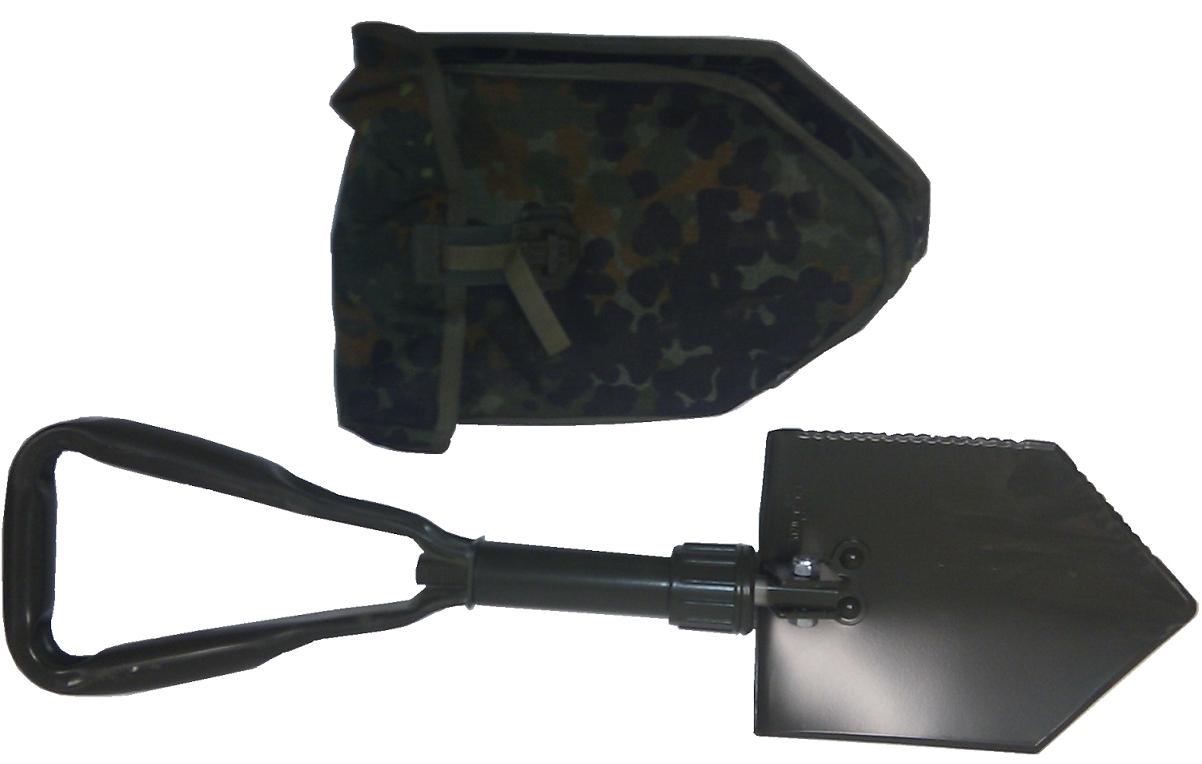
Uitgeklapte pioniersschop met daarboven de foedraal.

Een pioniersschop of pioniersschep, ook veldschep, is een inklapbare schop die door militairen wordt gebruikt voor een verscheidenheid aan doeleinden. De schop wordt ook wel gebruikt door onder meer survival-hobbyisten en kampeerders. Moderne pioniersschoppen zijn meestal inklapbaar en gemaakt van staal, aluminium of andere materialen. Sommige zijn zelfs van titanium